# Patsy Gallant
Patsy Gallant, geboren als Adrienne Gallant (Campbellton (New Brunswick), 15 augustus 1948), is een Canadese zangeres en actrice.

## Jeugd
Adrienne Gallant was een van tien kinderen. Op 5-jarige leeftijd maakte ze deel uit van The Gallant Sisters (Angeline, Florine, Ghislaine). Op 8-jarige leeftijd verkreeg Gallant televisie-bekendheid, nadat haar ouders waren verhuisd naar Moncton. Twee jaar later speelde de groep in nachtclubs in Montreal. Ze verliet de groep in 1967 voor een solocarrière, trad op in commercials en was stamgast in het Franstalige tv-variété-programma Discothèque en de Engelse variant Music Hop.

## Carrière
Gallant bracht haar eerste single uit in 1967, die haar optredens verschafte in een aantal tv-variété-shows. Later trad ze op in het Place des Arts in Montreal met Charles Aznavour en kort daarna ontmoette ze een team jonge en getalenteerde producenten zoals Yves Lapierre, Judi Richards, Denis Forcier, Jean-Guy Chapados en Ken Owen, die voor haar schreven en componeerden in het Engels. In 1971 trad ze als ster op in de wekelijkse tv-variété-show Smash, gepresenteerd door Télévision de Radio-Canada, de Franse arm van CBC Television. Tijdens de show werkte Gallant samen met de zangeres/songwriter Christine Charbonneau, die de meeste teksten schreef voor haar twee belangrijke Franstalige albums, die werden geproduceerd door Columbia Records. Gallants songs, geschreven door Charbonneau waren Tout va trop vite, Thank you come again (Franse versie), Toi l'enfant, Le lit qui craque, Un monde en voie de naître en Un jour comme les autres. Patsy Gallants Tout va trop vite (1972) werd gevolgd door Toi l'enfant (1974). De songs Tout va trop vite, Un jour comme les autres, Le lit qui craque en Thank You Come Again (Franse versie) haalden de hitlijsten in Quebec. Ook van het laatstgenoemde album is de originele song Les Femmes, een hitsong die in 1976 werd gecoverd door Sheila in Frankrijk. Eind 1972 bracht Gallant haar eerste Engelstalige album Upon My Own uit. Hoewel haar twee Franse albums hits waren in Frans-Canada, scoorde slechts de song Get That Ball van dit album een bescheiden hit.
Met het oog op de Amerikaanse markt, nam Gallant het album Power (1974) op in Nashville. Hoewel het album gemaakt werd voor gematigde populaire singles als Save the Last Dance For Me, Make My Living, Doctor's Orders en de titelsong Upon My Own, hadden ze geen commerciële doorbraak.
Gallants grootste popsucces kwam toen ze samenwerkte met producent en manager Ian Robertson voor het album Are You Ready For Love (1976). From New York to L.A. was haar enige single, die aandacht trok buiten Canada. Een in 1976 herbewerkte versie van de song Mon Pays van Gilles Vigneault werd in 1977 een hit in meerdere andere landen, waaronder het Verenigd Koninkrijk, Ierland, Australië, Nederland, Noorwegen, Zuid-Afrika en Zweden. Sugar Daddy en de album-titelsong Are You Ready For Love werden ook in Canada top 20-hits, die Gallant een Juno Award opleverden als beste zangeres in 1976 en 1977. Hoewel onopvallend bij de Amerikaanse radio, werden From New York to L.A. en Sugar Daddy gespeeld in de Amerikaanse disco's. In 1977 kwam het volgende Franse album Besoin d'amour, dat een Franse vertolking bevatte van Sugar Daddy. In dat jaar won ze een Juno Award als beste zangeres.
Gallant bracht in 1978 het Engelse album Will You Give Me Your Love en het Franse album Patsy Gallant et Star uit bij Attic Records en had een hit met Stay a While With Me (Aime-moi). Ze bracht ook het Engelse album Patsy! uit, dat de discohit O Michel bevatte. Daarna bracht ze begin 1979 een tweetalig Greatest Hits-pakket uit, dat een vertolking bevatte van het originele Mon Pays.
Met de terugval van de disco verkochten Gallants opvolgende albums niet zo goed meer. Na haar album Take Another Look (1984) trok ze zich terug uit de muziekbusiness en tijdens de late jaren 1980 kreeg ze rollen in musical-theaters. Ze trad op in producties van Cats, Nunsence  (een podiumbiografie van Édith Piaf) en ze speelde de rol van Stella Spotlight in de Franse hitmusical Starmania in Parijs, die acht jaar draaide tijdens de jaren 1990. Luc Plamondon, de maker van Starmania, wilde dat Gallant Stella speelde in de originele podiumproductie tijdens de jaren 1970, maar ten gevolge van Gallants drukke agenda in die tijd, vertelden haar managers haar niets over Starmania en de rol van Stella Spotlight en de originele productie ging naar Diane Dufresne. Ze had ook een korte rol als de stiefmoeder in Cindy, een musical gebaseerd  op Cinderella, ook geschreven door Plamondon.
Na acht jaar in Parijs te hebben gewoond, ging Gallant in 2005 terug naar Canada en bracht daar het compilatiealbum Tout va trop vite uit, dat een aantal van haar grootste Franse hits, vroege opnamen uit de jaren 1960 en verloren discosongs als It's Got to Be You en een heropname van Sugar Daddy bevatte. Gallant had meer recent het duet Faut pas lâcher opgenomen met de Franse rapband Treizième Étage. De song verscheen op het album L'Asphalte dans mon district (2006) van de band. Haar meest recente single Coeur de velours werd uitgebracht in juli 2010.
Galant kreeg haar eigen variétéshow The Patsy Gallant Show, die werd geproduceerd en uitgezonden bij CTV in 1978 en 1979.
In 2002 had ze een ondersteunende rol in de film Yellowknife, waarin ze een nachtclubzangeres speelt. Gallant vertolkte vier songs voor de film-soundtrack, waaronder Sugar Daddy en drie zelfgeschreven composities: Ain't No Way to Treat a Woman, Dancing in the Wind en Save My Soul. Voor deze rol werd ze in 2003 genomineerd voor een Jutra Award voor de beste ondersteunende actrice (Meilleure Actrice de Soutien).

## Privéleven
Gallant trouwde met de componist/pianist Dwayne Ford, die meewerkte aan veel opnamen van Gallant en die ook haar album Take Another Look produceerde. Het huwelijk werd later ontbonden. Ze hadden samen een zoon, Jason.

## JUNO Awards
- 1975: Zangeres van het jaar (nominatie)
- 1977: Best verkochte single: From New York to L.A. (nominatie)
- 1977: Zangeres van het jaar (gewonnen)
- 1977: Producent van het jaar: From New York to L.A. (nominatie, met Ian Robertson)
- 1978: Best verkochte single: Sugar Daddy (gewonnen)
- 1978: Zangeres van het jaar (gewonnen)
- 1978: Producent van het jaar: Sugar Daddy (nominatie, met Ian Robertson)
- 1979: Zangeres van het jaar (nominatie)
- 1978: Carlisle Miller genomineerd als componist van het jaar (1978) voor Sugar Daddy
- 1977: Gilles Vigneault genomineerd als componist van het jaar en Gene Williams voor de songteksten voor From New York to L.A.

## Discografie

### Singles
- 1972:	Get That Ball
- 1973:	I Don't Know Why
- 1974:	Save the Last Dance for Me
- 1974: Raconte
- 1975:	Doctor's Orders
- 1975: Makin' Love in My Mind
- 1976:	From New York to L.A.
- 1977:	Are You Ready for Love?
- 1977: Sugar Daddy
- 1978:	Back to the City
- 1978: Stay Awhile with Me
- 1978: Best of The Woman In Me
- 1978: Every Step of the Way
- 1979:	O Michel
- 1979: We'll Find a Way
- 1980:	How Many Lonely Nights
- 1980: Ce matin-la
- 1981:	Don't Forget About Me

### Albums
- 1972: Patsy Gallant (Tout va trop vite)
- 1972: Upon My Own
- 1973: Power
- 1974: Toi l'enfant
- 1976: Are You Ready For Love
- 1977: Besoin D'Amour
- 1977: Will You Give Me Your Love?
- 1978: Patsy!
- 1978: Et Star
- 1979: Greatest Hits / Ses Plus Grands Succès
- 1980: Stranger in the Mirror
- 1981: Amoureuse
- 1984: Take Another Look
- 2005: Tout va trop vite (best of compilatie inclusief een nieuwe versie van Sugar Daddy)
- 2015: Patsy Gallant chante Piaf

### NPO Radio 2 Top 2000
| Nummer met noteringen in de NPO Radio 2 Top 2000 | '99  | '00  |
| ------------------------------------------------ | ---- | ---- |
| From New York to L.A.                            | 1866 | 1932 |

1. ↑  Een vetgedrukt getal geeft de hoogste notering aan.
2. ↑  Deze tabel is bijgewerkt tot en met de laatste editie (2024).

- Bibliothèque nationale de France: cb141798461 (data)
- Gemeinsame Normdatei: 134380827
- International Standard Name Identifier: 0000 0001 1880 6617
- Library of Congress Control Number: no98066036
- MusicBrainz: ba27017b-19ad-4f33-b7bf-8c9677593d33
- Système universitaire de documentation: 161120490
- Virtual International Authority File: 255300368